# الدوري الإيطالي 1927–28
الدوري الإيطالي الدرجة الأولى 1927-28 (بالإيطالية: Divisione Nazionale 1927-1928)‏ هو الموسم 28 من الدوري الإيطالي الدرجة الأولى. أقيم خلال الفترة 25 سبتمبر 1927 وحتى 22 يوليو 1928م، وكان عدد الأندية المشاركة فيه 22، وفاز فيه نادي تورينو.